# Treniota

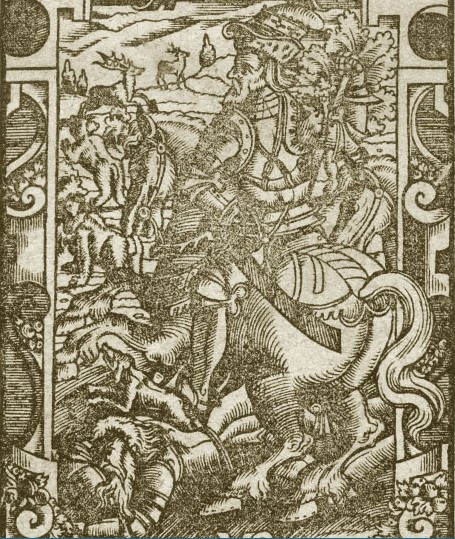
Treniota (von Alexander Guagnini, 1578)

Treniota (dt. Trinota; ca. 1210–1264) war ein Großfürst Litauens (1263–1264).
Treniota war Neffe von Mindaugas, des einzigen Königs Litauens.  Treniota war Herrscher von Samogitien (Žemaitija).  Am Ende des Sommers oder frühen Herbstes 1261 ermutigte Treniota den König Mindaugas, das Christentum aufzugeben und den Krieg mit dem Deutschen Orden fortzusetzen.

## Verewigung
Treniota-Straße (Treniotos gatvė) ist eine nach Treniota benannte Straße in der litauischen Hauptstadt Vilnius, im Stadtteil Žvėrynas.